# Litogènesi

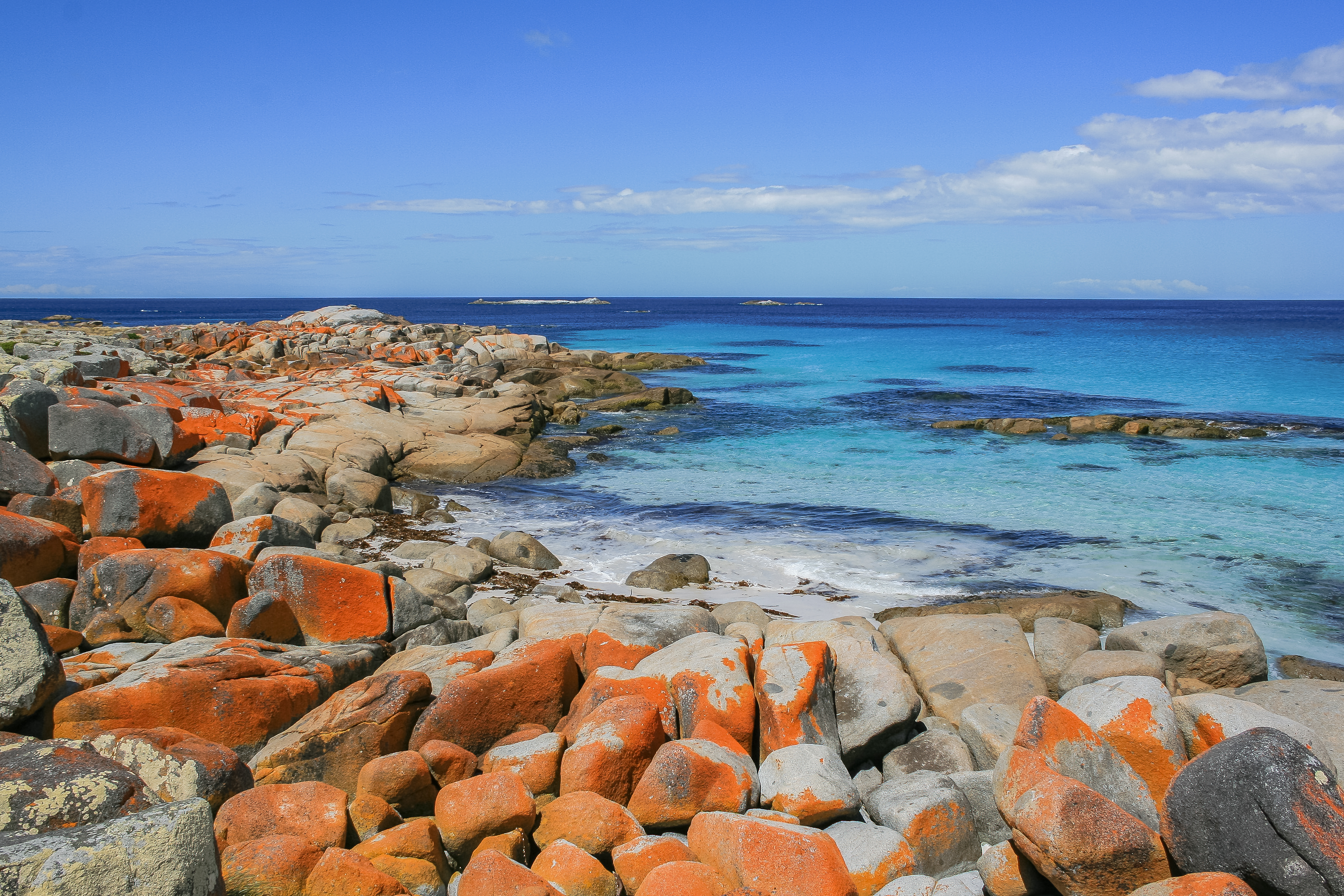
Conjunt de roques a Bay of Fires, Tasmània

Litogènesi (del grec: Lithos= pedra i gènesi = formació) és el conjunt de processos que porten a la formació de roques consolidades per acumulació contínua de sediments com fangs o sorres en els dominis oceànics mitjans i profunds, essencialment en els àmbits dels geosinclinals. S'hi inclouen la sindiagènesi, la telodiagènesi, la mesodiagènesi, etc. La ciència que s'encarrega de l'estudi d'aquests processos és la litogenèsia, branca de la petrologia.
En patologia, litogènesi es refereix a la formació de càlculs (pedres) al ronyó